# 吹簫引鳳

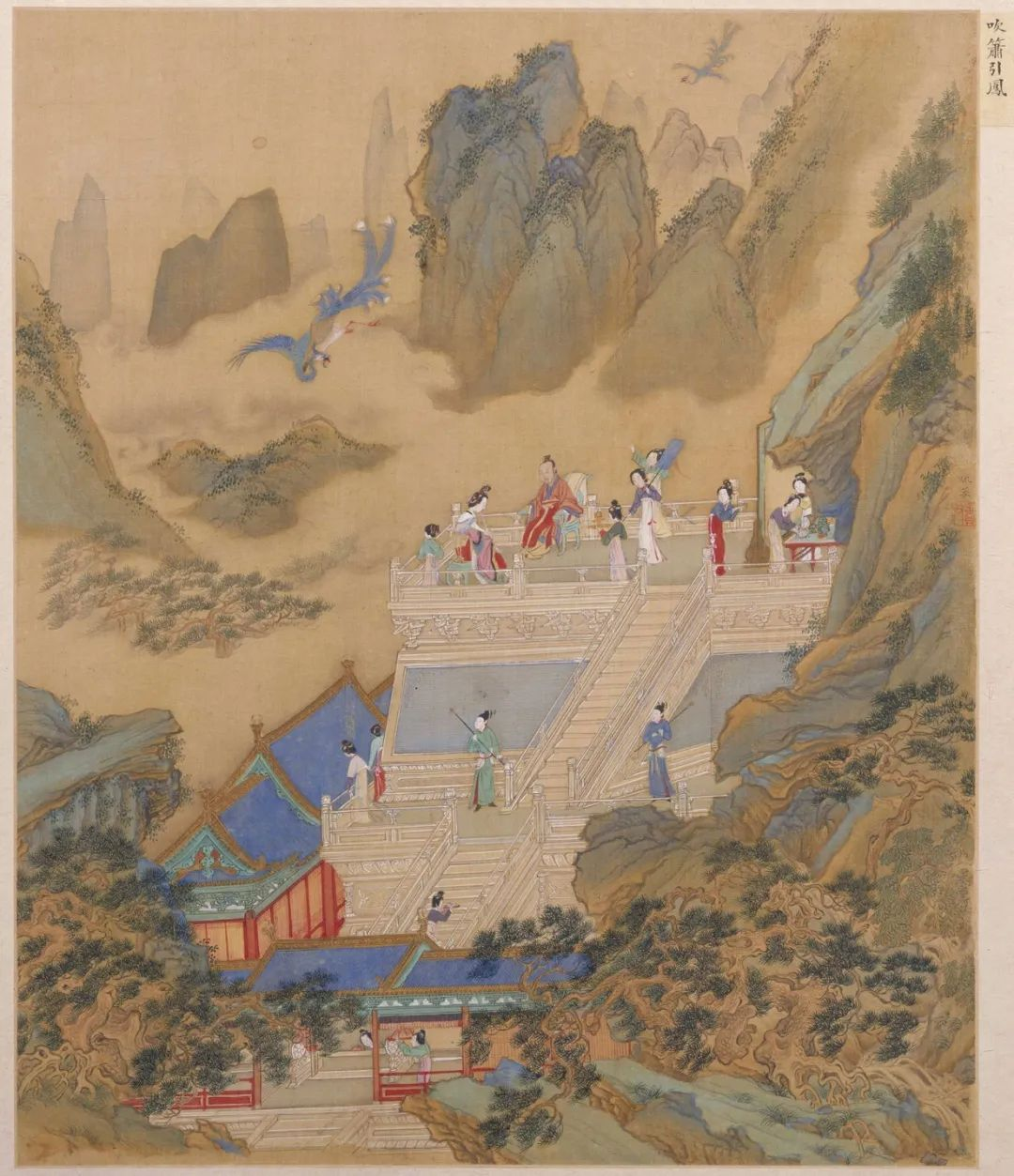
明仇英绘《吹萧引凤》

吹簫引鳳是一個四字成語，也是吉祥語句。源于始于西汉《列仙傳》中秦穆公女兒弄玉和其夫萧史的民间传说。

## 典故
秦穆公那个叫弄玉的女儿不仅美丽，还长吹笙，自成音调，声如凤鸣。某夜，弄玉在凤楼上吹笙，远远似有余音美妙之和声传来，游丝不断。此后弄玉因茶饭不思病倒。知道后派人找来了这名叫萧史的少年，弄玉之病不治而愈。从此弄玉萧史每日在凤楼合奏笙箫，伉俪应和数年。某夜两人正合奏，有对凤凰应声飞来，于是萧史弄玉皆乘凤双双飞去。
後來民间就借用神话故事为新人祝福。